# Aimeric de Sarlat
Aimeric de Sarlat (fl. ca. 1200) fou un trobador occità. Se'n conserven 5 composicions.

## Vida
Aimeric fou originari de Sarlat (Dordonya). No se'n conserven referències en documents d'arxiu. Segons la seva vida, era originari de Sarlat, al Perigord, i fou trobador després d'haver estat joglar. La vida li atribueix només una cançó (mas non fez mas una canson "però només feu una cançó"), tot i que en realitat se'n conserven més. Dedicà diverses peces a Elvira de Subirats, dona d'Ermengol VIII d'Urgell, cosa que permet situar aproximadament la cronologia del trobador a finals del segle xii o principis del segle xiii.

## Obra

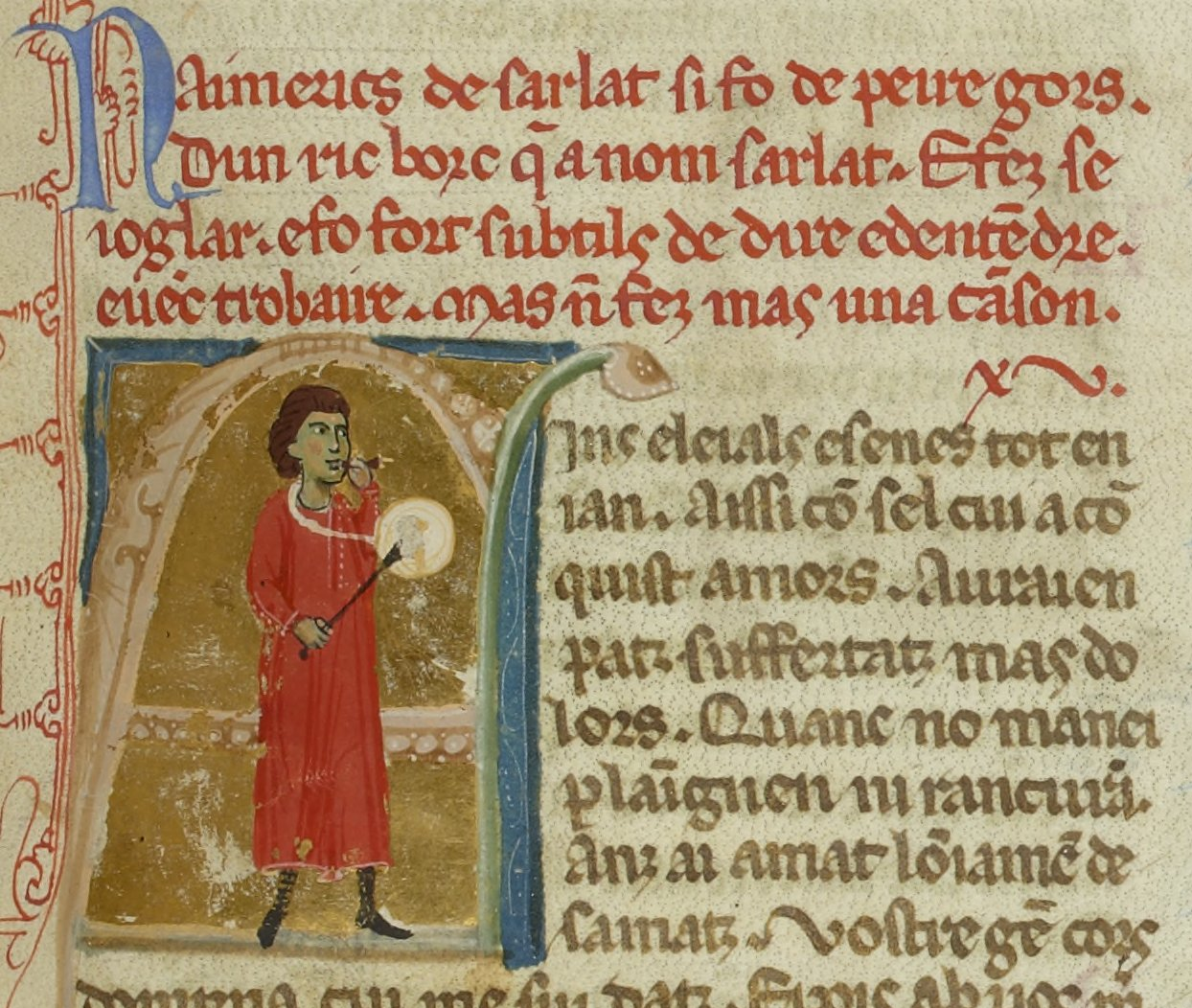
BnF ms. 854 fol. 123; cançoner I

Se'n conserven cinc cançons, de temàtica amorosa i que, en certs moments, imiten Bernart de Ventadorn.

### Cançons
- (11,1)[2] Aissi mueu mas chansos
- (11,2) Fins e leials e senes tot engan (alguns cançoners l'atribueixen a Aimeric de Belenoi)
- (11,3) Quan si cargo⋅l ram de vert fueilh
- (11,4)	S'ieu no⋅m lau d'amor tant qon sol

Se li atribueix una cinquena cançó, Ja non creirai q'afanz ni cossiriers (PC 9,11), perquè està dedicada a Elvira de Subirats, dona d'Ermengol VIII d'Urgell, a qui Aimeric de Sarlat ja havia dedicat Fins e leials e senes tot engan.

### Edicions
- Fumagalli-Mezzetti, M., "Le Canzoni di Aimeric de Sarlat", In: Travaux de Linguistique et Littérature 17 (1979), pàg. 121-169

### Repertoris
- Alfred Pillet / Henry Carstens, Bibliographie der Troubadours von Dr. Alfred Pillet […] ergänzt, weitergeführt und herausgegeben von Dr. Henry Carstens. Halle : Niemeyer, 1933 [Aimeric de Sarlat és el número PC 11]
- Guido Favati (editor), Le biografie trovadoriche, testi provenzali dei secc. XIII e XIV, Bologna, Palmaverde, 1961, pàg. 296
- Martí de Riquer, Vidas y retratos de trovadores. Textos y miniaturas del siglo XIII, Barcelona, Círculo de Lectores, 1995 p. 93-94 [Reproducció de la vida, amb traducció a l'espanyol, i miniatures dels cançoners I i K]